# Molophilus (Molophilus) brasseanus
Molophilus (Molophilus) brasseanus is een tweevleugelige uit de familie steltmuggen (Limoniidae). De soort komt voor in het Australaziatisch gebied.